# Châtelaudren
Châtelaudren foi uma antiga comuna francesa na região administrativa da Bretanha, no departamento Côtes-d'Armor. Estendia-se por uma área de 0,46 km². Em 2010 a comuna tinha 1 020 habitantes (densidade: 2 217,4 hab./km²).059 hab/km².
Em 1 de janeiro de 2019, passou a formar parte da nova comuna de Châtelaudren-Plouagat.